# Malaria Journal
Das Malaria Journal, abgekürzt Malar. J., ist eine wissenschaftliche Fachzeitschrift, die vom Biomed Central-Verlag veröffentlicht wird. Die Zeitschrift erscheint ausschließlich online und veröffentlicht alle Publikationen frei zugänglich. Es werden Arbeiten veröffentlicht, die sich mit allen Aspekten der Malaria beschäftigen.
Der Impact Factor lag im Jahr 2014 bei 3,109. Nach der Statistik des ISI Web of Knowledge wird das Journal mit diesem Impact Factor in der Kategorie Infektionskrankheiten an 26. Stelle von 78 Zeitschriften, in der Kategorie Parasitologie an neunter Stelle von 36 Zeitschriften und in der Kategorie Tropenmedizin an zweiter Stelle von 19 Zeitschriften geführt.